# Cinéma de sécurité nationale
 (avril 2017).
Si vous disposez d'ouvrages ou d'articles de référence ou si vous connaissez des sites web de qualité traitant du thème abordé ici, merci de compléter l'article en donnant les références utiles à sa vérifiabilité et en les liant à la section « Notes et références ».

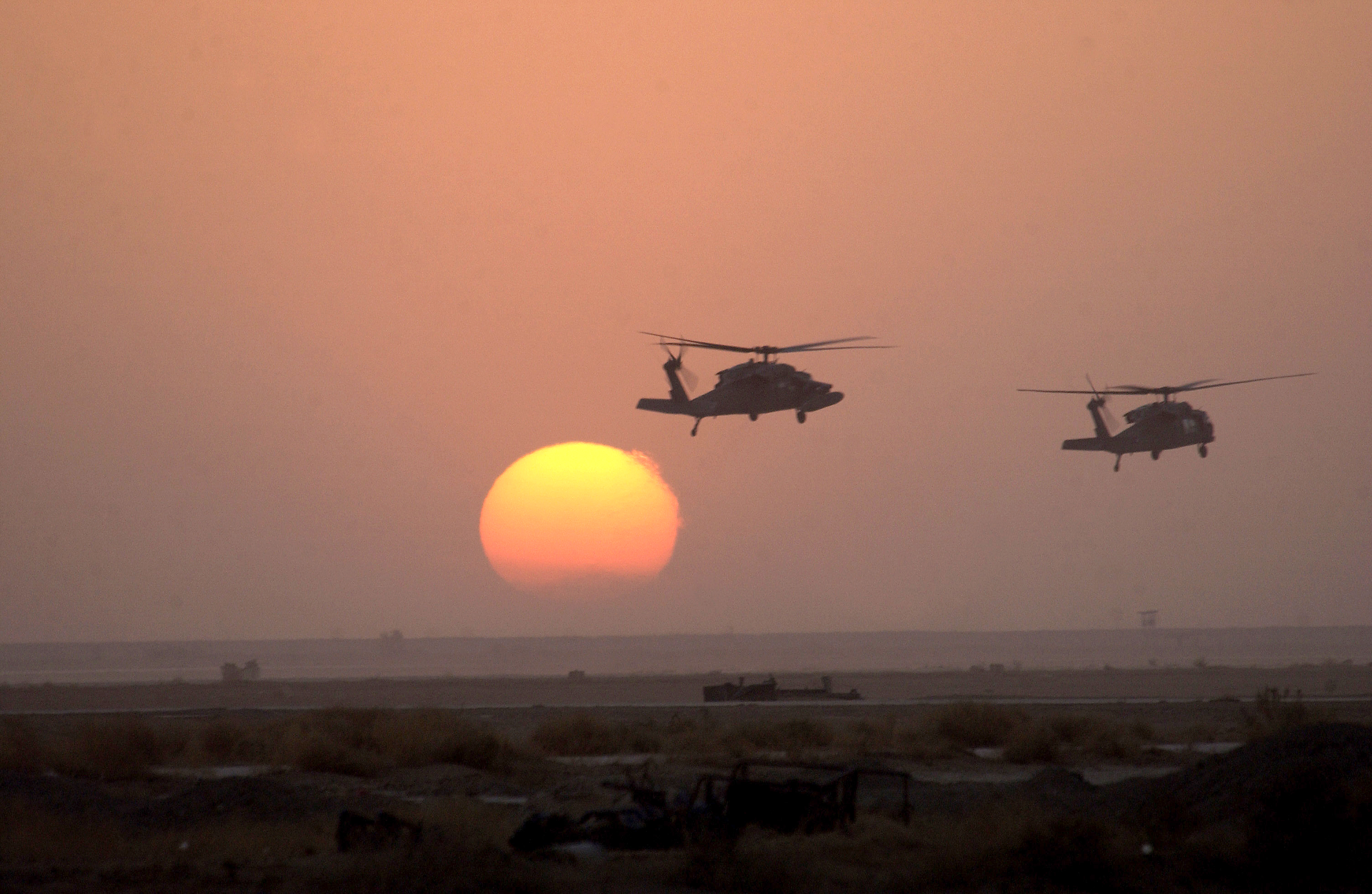
Cette photographie peut évoquer les Hueys (hélicoptères de type UH-1) qui se lançaient sur une musique de Wagner à l'assaut des pagodes dans le film de Francis Ford Coppola Apocalypse Now. Elle correspond cependant à la réalité du théâtre d'opérations de la guerre en Irak. Les images cinématographiques et leur pouvoir séducteur sont réutilisés dans les deux sens pour promouvoir l'attrait des opérations militaires dans l'opinion publique. Le « cinéma de sécurité nationale » constituerait un vecteur de cette transmission.

Le cinéma de sécurité nationale est une expression utilisée par Jean-Michel Valantin pour décrire les relations entre Hollywood, le complexe militaro-industriel américain et le gouvernement des États-Unis. Dans son interprétation la plus large, le cinéma de sécurité nationale correspond à une grande partie des films de guerre américains de l'après-guerre. Mais cette désignation regroupe aussi certains westerns dont le contenu idéologique a été transposé au contexte géopolitique vécu par les États-Unis au moment de la sortie de ces œuvres de fiction.
Le concept s'inscrit dans une dimension plus vaste qui pourrait être désignée sous le nom de complexe militaro-médiatique, terme laissant entendre l'existence d'une collusion d'intérêts entre les industriels de l'armement et les entreprises de média aux États-Unis. La critique induite par ce terme inclut le soupçon que ces médias assurent la promotion du militarisme parmi leurs auditeurs de la population civile.

## Concept
L'expression de « cinéma de sécurité nationale » a été introduite par Jean-Michel Valantin dans son livre, Hollywood, le Pentagone et Washington, après une description détaillée des relations qui peuvent exister entre Hollywood, le complexe militaro-industriel américain et le gouvernement de l'État fédéral. Ces relations, qui évoluent au fil des périodes stratégiques, mèneraient à tort à considérer l'existence de ce que l'on pourrait qualifier de « complexe médiatique », producteur de films patriotiques. En réalité, ce que relève l'auteur est du domaine de connexions, de complaisances et de points de vue des divers responsables de chacun des trois pôles précités dans la production de films projetant vers le public la perception de la menace stratégique pesant sur la politique étrangère des États-Unis d'Amérique.
L'auteur du livre cite, avec 120 références filmiques, les différentes situations géostratégiques prévalant aux États-Unis au moment de la sortie de tel film, de manière à relier la conception des stratèges du Pentagone avec le sens implicite du scénario.
Le plus emblématique semble être le film Top Gun sur les as de l'aéronavale, film empruntant des stars montantes sur des airs musicaux à la mode, susceptible de susciter parmi le public des générations de postulants au titre de pilote de chasse. Ce film est sorti dans le cadre de l'envolée lyrique et géopolitique accompagnant la présidence de Reagan, "America is back".

## Orientation, emprunts et influences
La nécessité de maintenir les budgets de défenses alloués au secteur de la Défense amène des scenarios de fictions sur les bureaux des promoteurs hollywoodiens qui pérennisent l'idée diffuse d'une menace pesant sur le public américain, même si cette dernière est purement fictive. Les fictions vont des menaces imaginées par les créateurs de thrillers tels les adaptations de John le Carré pendant la Guerre froide, et la série cinématographique des Jack Ryan tirée des romans de Tom Clancy à compter des années 1990, amplifiant tous les risques géopolitiques par une menace ultime pour la sécurité intérieure américaine. Dans le domaine du fantastique et de l'anticipation, la déclinaison prend la forme de films évoluant dans un contexte de science-fiction militaire, où des GI's renforcés d'exosquelettes affrontent des multitudes d'extra-terrestres agressifs.
À compter de la chute de l'URSS, le genre décolle au cinéma en Occident, Hollywood étant avide de fournir au public des nouveaux adversaires fictifs, puisque la guerre froide, parachevée, n'en a plus laissés. L'armée autorise la mise à disposition de ses moyens, à condition de contrôler strictement le scénario et ses implications : désormais, plus aucun risque ne persiste qu'un grand réalisateur fasse un film tel que John Huston pour Que la lumière soit, financé par des crédits publics en 1946 par le US Signal Corps et montrant des entretiens réels de polytraumatisés revenus des champs de bataille de la Seconde Guerre mondiale ; ce film fut l'objet d'une censure jusque 1980, et n'est accessible au grand public que depuis qu'une commission de la bibliothèque du Congrès l'ait référencé en 2010 à la National Film Registry : les précautions ont donc été prises sur 64 ans pour qu'il n'ait aucune influence sur les engagements de citoyens dans les guerres ultérieures menées par les États-Unis.
En 1998, deux blockbusters traitant du même sujet sortent sur les écrans : Armageddon et Deep Impact. Il ne s'agit nullement d'une coïncidence alors que sénateurs et représentants du Congrès sont sollicités cette année-là afin d'allouer au budget des opérations spatiales du United States Strategic Command un programme ambitieux visant à développer les moyens d'interception contre les astéroïdes, s'inscrivant dans le cadre de la militarisation de l'espace. Nul doute que la portée du message de ces deux films auprès du grand public aura rehaussée par la fiction l'éventualité d'un télescopage cosmique sur la planète, en positionnant opportunément cet improbable évènement sur la tête des contribuables ainsi invoqués à la table des négociations.
D'autre part, les nouvelles formes populaires de télévision sont elles aussi mises à contribution : des vétérans des guerres d'Irak et d'Afghanistan se sont en effet plaints d'une émission de télé réalité produite par Fox News, où les candidats sont immergés dans des scénarios tactiques de missions semblables au terrain réel, le tout ne laissant comme vision qu'une glorification stéréotypée des Forces armées des États-Unis et de leurs moyens technologiques. Bien sûr, aucune image des hôpitaux militaires pour blessés de guerre ne saurait figurer dans ce genre de spectacle.
On peut noter également que l'armée française collabore à la production cinématographique et télévisuelle depuis au moins les années 1960. Le but affiché est d'améliorer le recrutement, mais aussi d'influencer l'opinion publique française.

## Exemples dans le cinéma des années 2010

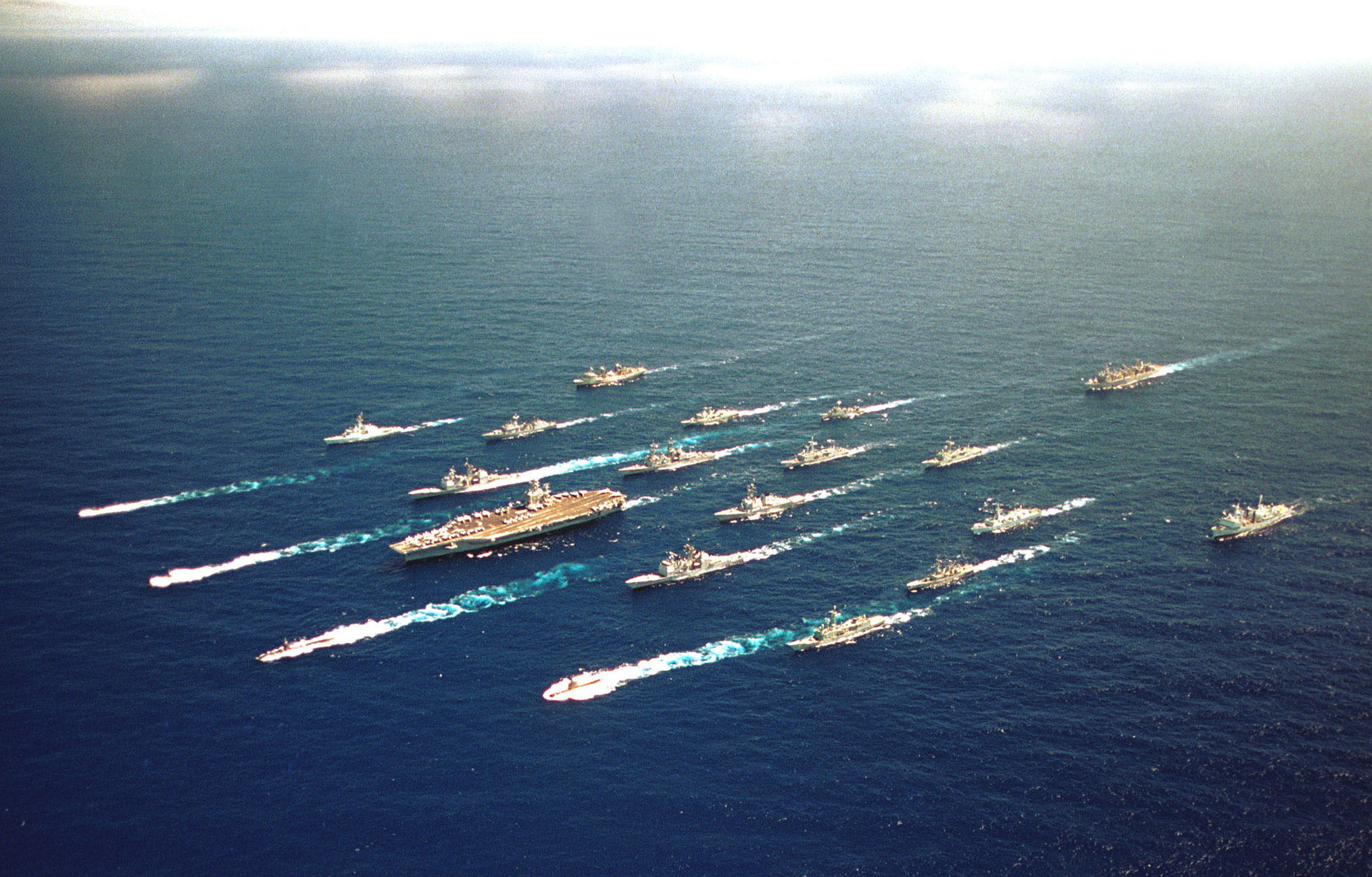
Un groupe aéronaval tel que représenté dans le film Battleship.

Le film World Invasion: Battle Los Angeles représente de manière adéquate le genre ; il est tourné à l'aide de moyens des forces armées américaines mis à la disposition de la production, et les critiques après la sortie du film ont noté que l'essentiel de l'action montrée pendant les séquences se concentre sur l'exposé des moyens militaires déployés par les Marines et leurs compagnons (exemple : guidage laser pour un bombardement de missiles) ; et ce au détriment de plans rapprochés qui permettraient au spectateur de découvrir la portée de la menace extra-terrestre. C'est ce qui distingue ce film de ceux qui lui sont comparés en première instance, à savoir La Guerre des Mondes revisitée par Spielberg et Independence Day. Pour donner du relief à l'emploi des armes de l'arsenal contemporain nord-américain, le type d'affrontement dans lequel le film projette le spectateur ne correspond pas à une guerre dissymétrique : en effet, les unités extraterrestres, quoiqu'en déploiement massif, sont dénuées de champ de force protecteurs (présent dans les deux autres) et peuvent être atteints par l'armement conventionnel des humains.
Une étape de plus dans l'absence de crédibilité[Quoi ?] est franchie avec le film Battleship, qui donne à la marine de guerre américaine un magnifique vecteur de communication en mettant en scène le Carrier Strike Group 11 en plein exercice RIMPAC, confronté au surgissement d'une invasion océanique d'extra-terrestres à Hawaï. Technologiquement dépassés et coupés de leur hiérarchie, les courageux marins invoquent les vétérans de Pearl Harbor pour un renversement final débouchant sur un happy end de rigueur.

## Le complexe militaro-médiatique

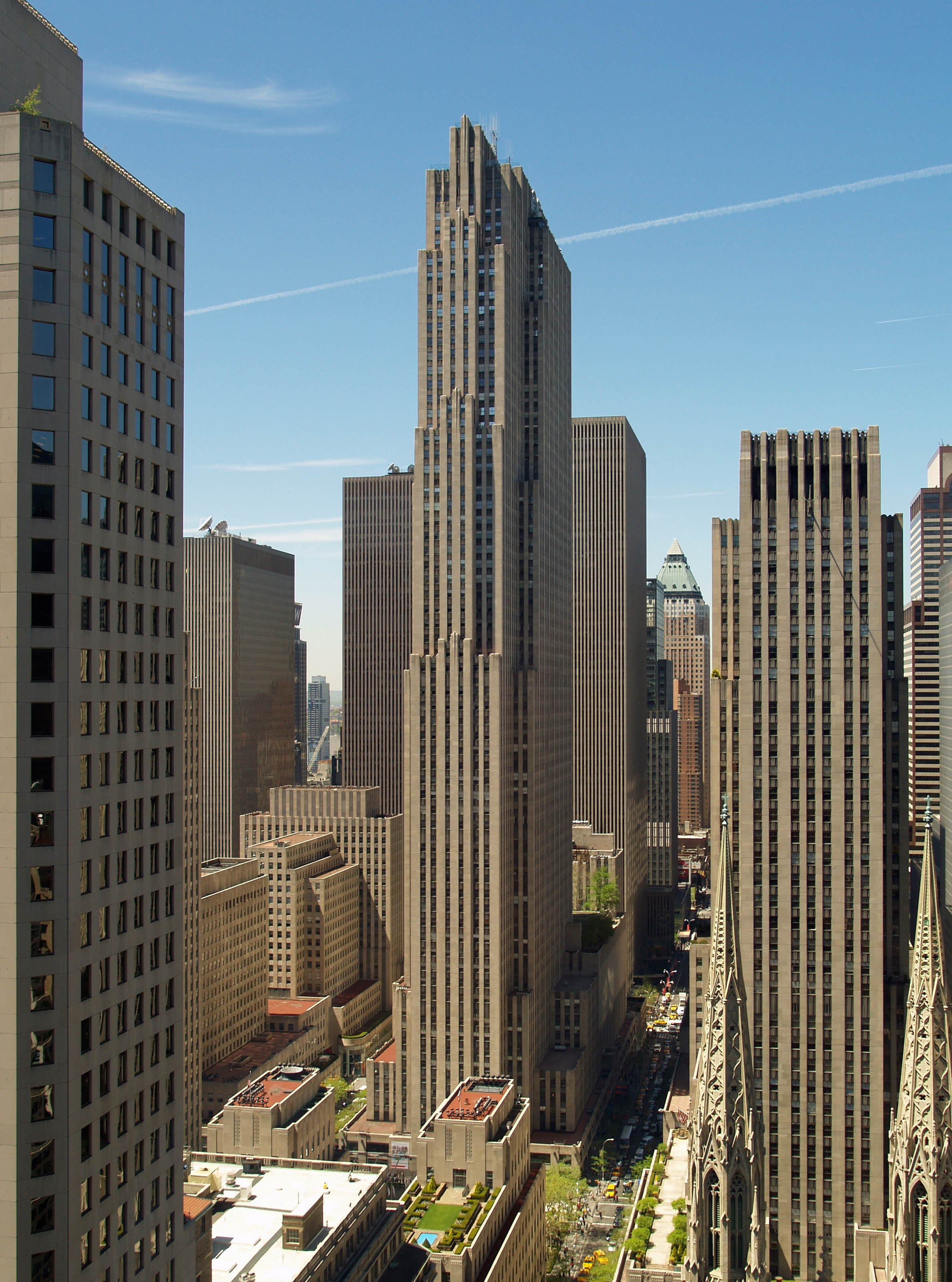
Siège social de NBC Universal, situé dans le gratte-ciel GE Building à New York.

Dans le contexte nord-américain, l'association (en) Fairness and Accuracy in Reporting (en) a accusé au travers d'un rapport le complexe militaro-médiatique, émanant du CMI américain, de faire usage de leurs moyens médiatiques pour assurer la promotion du militarisme ; ce qui, selon l'hypothèse de cette association, profiterait aux ressources financières du secteur Défense de des compagnies qui le composent.
Un exemple d'une telle collusion se retrouve dans les contrats de fourniture de matériel militaire détenus par le conglomérat General Electric qui est également propriétaire du géant des médias NBC Universal. Le nœud de la critique amènerait à considérer que les 
émissions produites par NBC et Universal montreraient complaisamment au public les équipements militaires développés par GE, afin d'assurer la promotion de ces contrats d'armement.

## Postérité
Avec les années 2000, l'avènement de l'ère du 11 septembre et le développement spectaculaire et massif de la technologie des drones militaires, la concentration des concepteurs des médias militaires décrits précédemment ne porte plus sur le cinéma, mais sur l'industrie des jeux vidéo. Autrement dit, les besoins ne portent plus sur des casse-cous tels les héros de Top Gun, mais sur des petits génies du joystick. Cette évolution récente vise deux objectifs : recruter des jeunes talents parmi la population américaine, pour servir de pilotes de drones ; et banaliser dans l'inconscient collectif l'utilisation de ces armes d'une conception nouvelle ; on l'appelle Militainment (en), mot-valise formé de "Military" et "Entertainment". La mise en pratique du Homeland Security Act (en) et ses prolongements sur quinze années a transformé les structures militaires et leur secteur économique associé en un complexe militaro-'antiterroriste', qui s'auto-entretient.